# ازتوباکتر
اَزتوباکتر (Azotobacter) یک سرده از باکتری‌های معمولاً متحرک، بیضی‌شکل یا کروی است که کیست‌های با دیواره‌ای ضخیم را تشکیل می‌دهند و همچنین پوشش سختی دارند. آن‌ها میکروب‌های هوازی و آزاد خاک هستند که نقش مهمی در چرخه نیتروژن در طبیعت دارند و نیتروژن اتمسفر را که برای گیاهان، غیرقابل دسترسی است دریافت و آن را به شکل یون آمونیوم در خاک آزاد می‌کنند (تثبیت نیتروژن). برخی ازتوباکترها علاوه بر این‌که ارگانیسمی مدل برای مطالعات علمی هستتد، توسط انسان برای تولید کودهای زیستی، افزودنی‌های غذایی و برخی بیوپلیمرها استفاده می‌شوند. نخستین گونه از این سرده، Azotobacter chroococcum، در سال ۱۹۰۱ توسط میکروبیولوژیست هلندی و گیاه‌شناس مارتینوس بایرینک کشف و توصیف شد. گونه‌های ازتوباکتر باکتری‌های گرم منفی هستند که در خاک‌های خنثی و قلیایی، در آب و در ارتباط با برخی گیاهان یافت می‌شوند.

## ویژگی‌های زیستی

### مرفولوژی
ازتوباکترها از باکتری‌های نسبتاً بزرگ هستند (قطر ۲ تا ۴ میکرومتر). آن‌ها معمولاً بیضی‌شکل هستند، اما ممکن است اشکال مختلفی از باسیل (میله‌ای) تا کوکسی (کروی) داشته باشند. در آماده‌سازی میکروسکوپی، این سلول‌ها می‌توانند پراکنده شوند یا خوشه‌های نامنظم یا گاهی زنجیره‌ای با طول‌های مختلف تشکیل دهند. در کشت‌های میکروبی تازه، این سلول‌ها با دارا بودن تاژک‌های متعدد، متحرک هستند. اما بعداً تحرک خود را از دست داده، تقریباً کروی می‌شوند و لایه ضخیمی از مخاط تولید می‌کنند و پوشینه را تشکیل می‌دهند. شکل سلولی ازتوباکترها تحت تأثیر اسید آمینه گلایسین است که در محیط کشت پپتون وجود دارد.

#### کیست‌ها
کیست‌های سردهٔ ازتوباکتر نسبت به سلول‌های رویشی، در برابر عوامل نامطلوب محیطی، مقاوم‌تر هستند. به‌طور ویژه، آن‌ها دو برابر بیشتر در برابر اشعه فرابنفش مقاوم هستند. آن‌ها همچنین در برابر خشک شدن، امواج فراصوت، پرتو گاما و نور خورشید مقاوم هستند، اما در برابر حرارت مقاوم نیستند.
تشکیل کیست‌ها با تغییر غلظت مواد مغذی در محیط و افزایش برخی مواد آلی مانند اتانول، n-بوتانول یا بتا-هیدروکسی‌بوتیریک اسید تحریک می‌شود. کیست‌ها به ندرت در محیط‌های مایع تشکیل می‌شوند. تشکیل کیست توسط عوامل شیمیایی ایجاد می‌شود و با تغییرات متابولیک، تغییرات در کاتابولیسم، تنفس سلولی و بیوسنتز ماکرومولکول‌ها همراه است.
کیست‌های ازتوباکتر کروی هستند. قسمت داخلی پوسته، اینتین نام دارد و دارای ساختار فیبری است. قسمت بیرونی دارای ساختار کریستالی شش‌ضلعی است و اگزین نامیده می‌شود. اگزین تا حدی توسط تریپسین، هیدرولیز می‌شود و برخلاف بخش مرکزی، در برابر لیزوزیم، مقاوم است. بخش مرکزی را می‌توان در حالت زنده توسط برخی از عوامل چنگالش، جدا کرد. اجزای اصلی پوسته بیرونی، آلکیل رزورسینول هستند که از زنجیره‌های بلند آلیفاتیک و حلقه‌های آروماتیک تشکیل شده‌اند. آلکیل رزورسینول‌ها در سایر باکتری‌ها، جانوران و گیاهان نیز یافت می‌شوند.

#### جوانه‌زنی کیست‌ها
کیست ازتوباکتر برای بقا در مقابل عوامل نامطلوب محیطی ضروری است. به‌دنبال از سرگیری شرایط محیطی بهینه، که شامل مقدار معینی از پی‌اچ، دما و منبع کربن است، کیست‌ها جوانه می‌زنند و سلول‌های رویشی تازه تشکیل شده با یک تقسیم ساده تکثیر می‌شوند. در طول جوانه‌زنی، کیست‌ها از بین رفته و یک سلول رویشی بزرگ آزاد می‌کنند. از نظر میکروسکوپی، اولین تظاهرات جوانه‌زنی، کاهش تدریجی انکسار نور توسط کیست‌ها است که با میکروسکوپ فاز کنتراست تشخیص داده می‌شود. جوانه زدن کیست‌ها حدود ۴ تا ۶ ساعت طول می‌کشد. در طول جوانه‌زنی، بخش مرکزی رشد می‌کند و دانه‌های ولوتین را که در انتیما (داخلی‌ترین لایه) قرار داشتند، جذب می‌کند. سپس اگزین می‌ترکد و سلول رویشی از اگزین که شکل نعل اسبی مشخصی دارد آزاد می‌شود. این فرایند، با تغییرات متابولیک همراه است. بلافاصله پس از تأمین منبع کربن، کیست‌ها شروع به جذب اکسیژن و انتشار دی‌اکسید کربن می‌کنند. سرعت این فرایند به تدریج افزایش می‌یابد و پس از چهار ساعت اشباع می‌شود. سنتز پروتئین‌ها و آران‌ای به صورت موازی اتفاق می‌افتد، اما پس از پنج ساعت از افزودن منبع کربن، تشدید می‌شود. سنتز دی‌ان‌ای و تثبیت نیتروژن، ۵ ساعت پس از افزودن گلوکز به یک محیط کشتظ بدون نیتروژن آغاز می‌شود.
جوانه زدن کیست‌ها با تغییراتی در انتیما همراه است که با میکروسکوپ الکترونی قابل مشاهده است. انتیما از کربوهیدرات‌ها، لیپیدها و پروتئین‌ها تشکیل شده و حجم آن تقریباً به اندازه بدنهٔ مرکزی باکتری است. در طول جوانه‌زنی کیست‌ها، انتیما هیدرولیز شده و توسط سلول برای سنتز اجزای خود استفاده می‌شود.

### ویژگی‌های فیزیولوژیک
ازتوباکتر می‌تواند حداقل ۱۰ میکروگرم نیتروژن در هر گرم گلوکز مصرفی را تثبیت کند. تثبیت نیتروژن به یون‌های مولیبدن نیاز دارد، اما می‌توان آن‌ها را به‌طور جزئی یا کامل با یون‌های وانادیم جایگزین کرد. اگر نیتروژن اتمسفر ثابت نباشد، منبع نیتروژن می‌تواند نیترات، یون آمونیوم یا اسیدهای آمینه باشد. پی‌اچ بهینه برای رشد و تثبیت نیتروژن، معادل ۷٫۰–۷٫۵ است، اما رشد در محدوده پی‌اچ از ۴٫۸ تا ۸٫۵ پایدار است. ازتوباکتر همچنین می‌تواند به صورت میکسوتروف در محیطی بدون نیتروژن مولکولی حاوی مانوز رشد کند. این حالت رشد وابسته به هیدروژن است. هیدروژن در خاک موجود است، بنابراین این حالت رشد ممکن است در طبیعت رخ دهد.
ازتوباکترها در حین رشد، کلونی‌هایی مسطح، لزج و خمیرمانند، با قطر ۵ تا ۱۰ میلی‌متر، تولید می‌کنند.

### رنگدانه‌ها
ازتوباکترها رنگدانه تولید می‌کنند. به‌عنوان مثال، Azotobacter chroococcum یک رنگدانه ملانین محلول در آب، با رنگ قهوه‌ای تیره تشکیل می‌دهد. این فرایند، در سطوح بالای متابولیسم در طول تثبیت نیتروژن رخ می‌دهد و تصور می‌شود که سیستم نیتروژناز را از اکسیژن، محافظت می‌کند. سایر گونه‌های ازتوباکتر رنگدانه‌هایی از رنگ‌های زرد-سبز تا بنفش تولید می‌کنند، از جمله یک رنگدانه سبز که با نور زرد-سبز فلورسانس می‌کند و یک رنگدانه با فلورسانس آبی-سفید.

### ژنوم
توالی نوکلئوتیدی کروموزوم در Azotobacter vinelandii سویه AvOP تا حدی تعیین شده‌است. این کروموزوم، یک مولکول دی‌ان‌ای حلقوی است که حاوی ۵۳۴۲۰۷۳ جفت نوکلئوتید و ۵۰۴۳ ژن است که از این تعداد، ۴۹۸۸ ژن، کد کننده پروتئین هستند. علاوه بر دی‌ان‌ای کروموزومی، ازتوباکترها می‌توانند حاوی پلاسمید هم باشند.

## پراکندگی
گونه‌های ازتوباکتر در خاک‌های خنثی و بازی ضعیف در همه جا حضور دارند، اما در خاک‌های اسیدی نیستند. آن‌ها همچنین با وجود اقلیم سرد، فصل رشد کوتاه و پی‌اچ نسبتاً پایین خاک‌ها در قطب شمال و قطب جنوب نیز یافت می‌شوند. در خاک‌های خشک، ازتوباکتر می‌تواند به صورت کیست تا ۲۴ سال زنده بماند.
گونه‌هایی از سردهٔ ازتوباکتر نیز در زیستگاه‌های آبی، از جمله آب شیرین و مرداب‌های شور یافت می‌شوند. چندین عضو این سرده با گیاهان مرتبط هستند و در ریزوسفر یافت می‌شوند و روابط خاصی با گیاهان دارند. برخی از سویه‌ها نیز در شفیره‌های کرم خاکی ایزینیا فتیدا یافت می‌شوند.

## تثبیت نیتروژن
گونه‌های ازتوباکتر، باکتری‌های آزاد و تثبیت‌کننده نیتروژن هستند. برخلاف گونه‌های ریزوبیوم، آن‌ها معمولاً نیتروژن مولکولی جو را بدون رابطهٔ هم‌زیستی با گیاهان، تثبیت می‌کنند، اگرچه برخی از گونه‌های ازتوباکتر نیز با گیاهان مرتبط هستند. تثبیت نیتروژن در حضور منابع نیتروژن موجود مانند یون‌های آمونیوم و نیترات‌ها مهار می‌شود.
گونه‌های ازتوباکتر دارای طیف کاملی از آنزیم‌های مورد نیاز برای انجام تثبیت نیتروژن هستند: فردوکسین، هیدروژناز و یک آنزیم مهم نیتروژناز. فرایند تثبیت نیتروژن، نیاز به تأمین انرژی به‌شکل آدنوزین تری‌فسفات دارد. تثبیت نیتروژن به حضور اکسیژن بسیار حساس است، بنابراین ازتوباکترها یک مکانیسم دفاعی ویژه در برابر اکسیژن ایجاد کرده‌اند. همچنین یک پروتئین ویژهٔ محافظ نیتروژناز، از نیتروژناز محافظت می‌کند و در محافظت از سلول‌ها در برابر اکسیژن نقش دارد. جهش‌یافته‌هایی که این پروتئین را تولید نمی‌کنند، طی تثبیت نیتروژن، در غیاب منبع نیتروژن در محیط توسط اکسیژن کشته می‌شوند. یون‌های هموسیترات، نقش خاصی در فرآیندهای تثبیت نیتروژن توسط ازتوباکتر دارند.
نیتروژناز، مهم‌ترین آنزیمی است که در تثبیت نیتروژن نقش دارد. گونه‌های ازتوباکتر دارای چندین نوع نیتروژناز هستند.

## اهمیت
تثبیت نیتروژن نقش مهمی در چرخه نیتروژن دارد. ازتوباکتر همچنین برخی از مواد فعال بیولوژیکی، از جمله برخی هورمون‌های گیاهی مانند اکسین‌ها را سنتز می‌کند، و در نتیجه رشد گیاه را تحریک می‌کند. ازتوباکترها همچنین حرکت فلزات سنگین را در خاک تسهیل می‌کنند، بنابراین زیست‌پالایی خاک از فلزات سنگین مانند کادمیوم، جیوه و سرب را افزایش می‌دهند. برخی از انواع ازتوباکتر همچنین می‌توانند ترکیبات آروماتیک حاوی کلر را تجزیه کنند، مانند ۲٬۴٬۶-تری‌کلروفنول، که قبلاً به عنوان حشره‌کش، قارچ‌کش و علف‌کش استفاده می‌شد، اما بعداً مشخص شد که دارای اثرات جهش‌زا و سرطان‌زا است.

## کاربردها
با توجه به توانایی ازتوباکترها برای تثبیت نیتروژن مولکولی و در نتیجه افزایش حاصلخیزی خاک و بهبود رشد گیاهان، گونه‌هایی از ازتوباکتر، به‌ویژه در کودهای نیتروژنی بیولوژیک مانند کود ازتوباکترین به‌طور گسترده‌ای در بخش کشاورزی استفاده می‌شوند. آن‌ها همچنین در تولید آلژینیک اسید استفاده می‌شوند، که در پزشکی، به‌عنوان ضد اسید و در صنایع غذایی به عنوان افزودنی به بستنی، پودینگ و خامه استفاده می‌شود.

## طبقه‌بندی

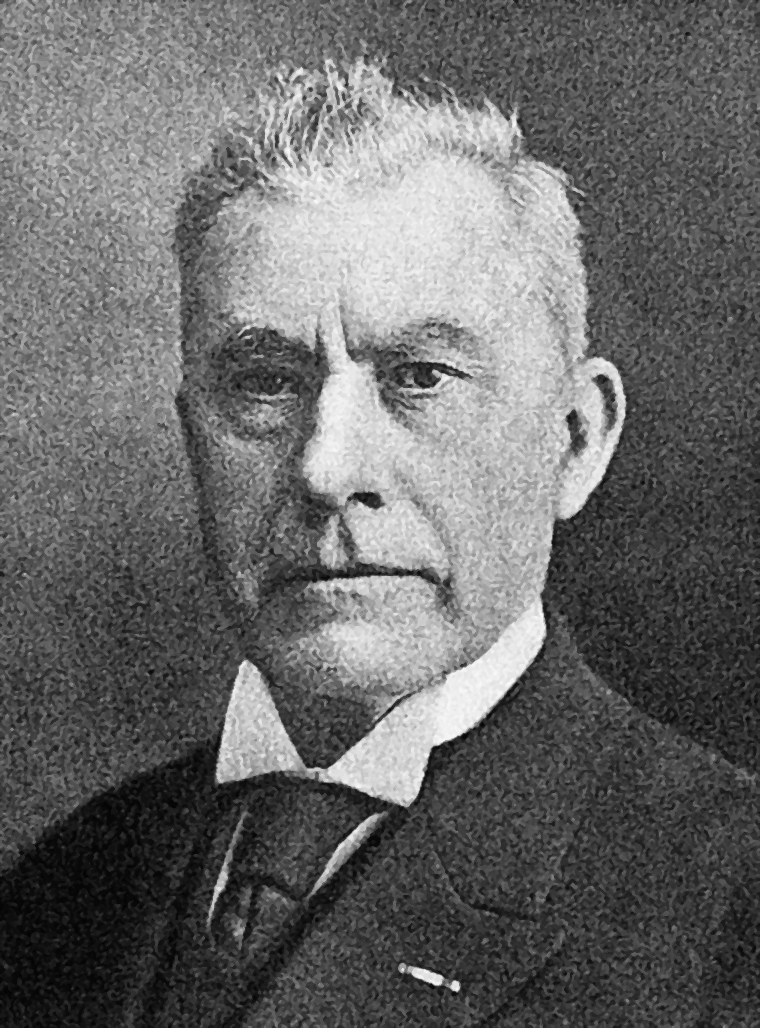
مارتینوس بیجرینک (۱۸۵۱–۱۹۳۱)، کاشف سردهٔ ازتوباکتر

سردهٔ ازتوباکتر، در سال ۱۹۰۱ توسط میکروبیولوژیست و گیاه‌شناس هلندی مارتینوس بایرینک که یکی از بنیانگذاران میکروبیولوژی محیطی بود، کشف شد. او گونه Azotobacter chroococcum را انتخاب و آن را نخستین تثبیت‌کننده نیتروژن هوازی و آزاد توصیف کرد.
در ابتدا، گونه‌های این سرده در خانواده Azotobacteraceae طبقه‌بندی شده بودند، اما سپس بر اساس مطالعات توالی نوکلئوتیدی 16S rRNA به خانواده Pseudomonadaceae منتقل شدند. در سال ۲۰۰۴، یک مطالعه فیلوژنتیکی نشان داد که A. vinelandii متعلق به کلاد باکتری سودوموناس آئروژینوزا است.
در سال ۲۰۰۷ پیشنهاد شد که سرده‌های ازتوباکتر، ازوموناس و سودوموناس مرتبط هستند و ممکن است مترادف یکدیگر باشند.